# Grandrieu (rivière)
Pour les articles homonymes, voir Grandrieu.
Le Grandrieu est une rivière française qui coule dans le département de la Lozère, en France. C'est un affluent du Chapeauroux en rive gauche, donc un sous-affluent de la Loire par l'Allier.

## Géographie
De 23,3 km de longueur, le Grandrieu naît sur le territoire de Saint-Sauveur-de-Ginestoux, commune du département de la Lozère située sur le versant oriental de la Margeride. Son cours est globalement orienté du sud-ouest vers le nord-est. Il se jette dans le Chapeauroux (rive gauche) à Laval-Atger, petite localité située à une quinzaine de kilomètres au nord-ouest de Langogne.

### Communes traversées
Le Grandrieu traverse ou longe les communes suivantes d'amont en aval :
- département de la Lozère : Saint-Sauveur-de-Ginestoux, La Panouse, Grandrieu, Bel-Air-Val-d'Ance et Laval-Atger.

## Hydrologie

### Le Grandrieu à Grandrieu
Le débit du Grandrieu a été observé pendant une période de 64 ans (1944-2007), à Grandrieu, localité du département de la Lozère, située non loin du confluent avec
le Chapeauroux. La surface prise en compte est de 72,5 km2, soit 80 % du bassin versant total de la rivière.
Le module de la rivière à Grandrieu est de 1,11 m3/s.
Le Grandrieu présente des fluctuations saisonnières de débit fort marquées, avec des hautes eaux d'hiver portant le débit mensuel moyen à un niveau situé entre 1,35 et 1,80 m3/s, de décembre à mai inclus (maximum en mars et surtout en avril). À partir du mois de mai, le débit diminue rapidement jusqu'aux basses eaux d'été qui ont lieu de juillet à septembre, avec une baisse du débit moyen mensuel allant jusque 0,241 m3/s au mois d'août (241 litres par seconde), ce qui est encore bien consistant.

### Étiage ou basses eaux
Cependant, le VCN3 peut chuter jusque 0,050 m3/s, en cas de période quinquennale sèche, soit 50 litres par seconde, ce qui devient sévère.

### Crues
D'autre part les crues peuvent être très importantes. Les QIX 2 et QIX 5 valent respectivement 15 et 23 m3/s. Le QIX 10 vaut 28 m3/s, tandis que le QIX 20 se monte à 32 m3/s et le QIX 50 à 38 m3/s.
Le débit instantané maximal enregistré a été de 69,4 m3/s le 24 septembre 1994, tandis que la valeur journalière maximale était de 21,8 m3/s le 5 novembre 1994. En comparant le premier de ces chiffres aux valeurs des différents QIX de la rivière, il apparaît que cette crue était bien plus que cinquantennale, peut-être centennale et vraisemblablement plus exceptionnelle encore.

### Lame d'eau et débit spécifique
La lame d'eau écoulée dans le bassin du Grandrieu est de 486 millimètres annuellement, ce qui est élevé, très nettement supérieur à la moyenne d'ensemble de la France, et bien sûr aussi à celle de l'ensemble du bassin versant de la Loire (244 millimètres/an). Le débit spécifique (ou Qsp) atteint 15,4 litres par seconde et par kilomètre carré de bassin.